# 三岔河 (雅砻江支流)
三岔河，是中国长江流域的一条河流，汇入雅砻江，属于金沙江水系。河长66千米，流域面积1900平方千米，年均流量16立方米每秒。自然落差770米。水能理论蕴藏量4万千瓦。